# Ceapliivka, Șostka
Ceapliivka (în ucraineană Чапліївка) este localitatea de reședință a comunei Ceapliivka din raionul Șostka, regiunea Sumî, Ucraina. În secolul al XIX-lea, satul făcea parte din volostul Ceapliivka, uezdul Kroleveț.

## Demografie
Componența lingvistică a localității Ceapliivka
     Ucraineană (97,91%)
     Rusă (2,02%)
Conform recensământului din 2001, majoritatea populației localității Ceapliivka era vorbitoare de ucraineană (97,91%), existând în minoritate și vorbitori de rusă (2,02%).